# Kiki Vidis
Kiki Vidis (Queensland; 15 de mayo de 1989) es una actriz pornográfica y modelo erótica australiana.

## Biografía
Nació en el estado australiano de Queensland, en mayo de 1989. Su primer trabajo fue de cajera en un supermercado. Comenzó una carrera universitaria con el propósito de llegar a ser enfermera. Sin embargo, dejó los estudios a los nueve meses después para comenzar una nueva etapa en la industria del entretenimiento para adultos.
Realizó algunas audiciones y llegó a tener algunas sesiones como modelo erótica. Debutó en la industria pornográfica en 2007, a los 18 años de edad, debutando como actriz porno en la película Ashlynn and Friends 6.
Como actriz, ha trabajado para productoras como Digital Sin, Jules Jordan Video, Digital Playground, Brazzers, New Sensations, Vivid, Red Light District, Anabolic Video o Pure Play Media.
En 2010 protagonizó el reality erótico Kiki's American Adventure de Playboy TV. El reality, que tuvo siete episodios, la seguía en su día a día en Estados Unidos, a donde se había desplazado para continuar su carrera como actriz porno.
Se retiró en 2016, habiendo rodado hasta entonces un total de 70 películas.
Algunas de sus películas son Bring'Um Young 28, Double Play 7, Hot Teens Kissing 3, Initiations 23, Jesse Jane Heat, Just Legal Babes 5, Meow! 3, Only the Beautiful 2, Petite And Sweet, She Likes It Big 3 o Sweet Cherrys 3.